# Адонірам
Адонирам (אדנירם, «Бог піднесений», гематрія 865, номер Стронга — 141) — ім'я біблійного походження, зустрічається в Біблії чотири рази.
Адонирам — міністр податкових зборів за царів Давида, Соломона і Ровоама. Коли 10 колін Ізраїлевих повстали проти Рехав'ама, цар послав його переговірником, але його побили камінням.